# Геллас тер Рієт
Геллас тер Рієт (нід. Hellas ter Riet; нар. 21 червня 1968) — колишня нідерландська тенісистка.
Найвищу одиночну позицію світового рейтингу — 110 місце досягла 4 липня 1988, парну — 98 місце — 13 травня 1991 року.
Найвищим досягненням на турнірах Великого шолома було 2 коло в одиночному розряді.

## Фінали ITF

### Одиночний розряд: 4 (2–2)
| турніри $100,000 |
| турніри $75,000  |
| турніри $50,000  |
| турніри $25,000  |
| турніри $10,000  |

| Результат | Ранг | Дата            | Турнір                           | Покриття | Суперниця           | Рахунок       |
| --------- | ---- | --------------- | -------------------------------- | -------- | ------------------- | ------------- |
| Поразка   | 1.   | 29 липня 1985   | Ноймюнстер, Західна Німеччина    | Ґрунт    | Барбара Романо      | 3–6, 6–0, 5–7 |
| Перемога  | 2.   | 16 вересня 1985 | Лорка, Іспанія                   | Ґрунт    | Андреа Тьєцці       | 2–6, 6–1, 6–3 |
| Перемога  | 3.   | 12 травня 1986  | Лі-он-зе-Солент, Велика Британія | Ґрунт    | Мішелл Джаггерд-Лай | 6–3, 6–3      |
| Поразка   | 4.   | 3 липня 1989    | Кава-де-Тіррені, Італія          | Ґрунт    | Вероніка Мартінек   | 3–6, 4–6      |

### Парний розряд: 6 (2-4)
| Результат | No | Дата           | Турнір                           | Покриття | Партнерка              | Суперниці у фіналі               | Рахунок       |
| Поразка   | 1. | 12 травня 1986 | Лі-он-зе-Солент, Велика Британія | Ґрунт    | Емманюель Дерлі        | Карін Баккум Ніколе Мунс-Ягерман | 6–7, 6–3, 1–6 |
| Поразка   | 2. | 11 квітня 1988 | Казерта, Італія                  | Ґрунт    | Ольга Вотавова         | Дженніфер Ф'юкс Марія Страндлунд | 6–2, 3–6, 1–6 |
| Перемога  | 3. | 18 квітня 1988 | Реджо-нель-Емілія, Італія        | Ґрунт    | Дженніфер Ф'юкс        | Мішель Штребель Лусіана Телла    | 6–0, 6–4      |
| Поразка   | 4. | 11 лютого 1991 | Кі-Біскейн (Флорида), США        | Тверде   | Рене Сімпсон           | Пенні Барг Саманта Сміт          | 5–7, 2–6      |
| Перемога  | 5. | 21 жовтня 1991 | Фріпорт, Багамські Острови       | Тверде   | Хрістіна Захаріду      | Аф'є Еверс Ївонне Кломпенгаувер  | 3–6, 6–4, 6–2 |
| Поразка   | 6. | 1 червня 1992  | Кі-Біскейн (Флорида), США        | Тверде   | Джандфранка Деверсельї | Джилліан Александер Нюрка Содупе | 2–6, 4–6      |